# Marek Špilár
Marek Špilár, né le 11 février 1975 à Stropkov et mort le 7 septembre 2013 à Prešov, était un footballeur international slovaque, qui évoluait au poste de défenseur central, et fut sélectionné 30 fois en équipe nationale de Slovaquie entre 1997 et 2002.
Il met un terme à sa carrière en janvier 2008.
Le 7 septembre 2013, il se donne la mort en se défenestrant.

## Palmarès
- Championnat de Belgique : 2003 et 2005